# Ян Непомуцкий
Ян Непому́цкий (чеш. Jan Nepomucký, также Иоанн Непомуцкий, Иоанн Непомук; ок. 1350, Непомук, Чехия — 20 марта 1393, Прага) — чешский католический святой, священник, мученик.

## Биография
Ян родился приблизительно между 1340 и 1350 годом в поселении Помук (современный чешский Непомук), недалеко от монастыря цистерцианского ордена у холма «Зелёная Гора». В том месте, где сегодня располагается церковь Святого Яна Непомуцкого, ранее (по устным источникам) располагался дом, где и родился Ян. Отец Яна — Велфлин — был в 1355—1367 годах бурмистром населённого пункта Помук, о матери ничего неизвестно. Базовое образование Ян получил в школе при церкви святого Иакова.
В 1370 году стал нотариусом пражского архиепископа, в 1380 году был рукоположён в священники.
После получения сана продолжил образование, изучал право, в 1381 году получил степень бакалавра в Праге, а в 1387 году в Падуе — докторскую степень.
В 1389 году стал каноником Вышеградского капитула и был назначен генеральным викарием пражского архиепископства.

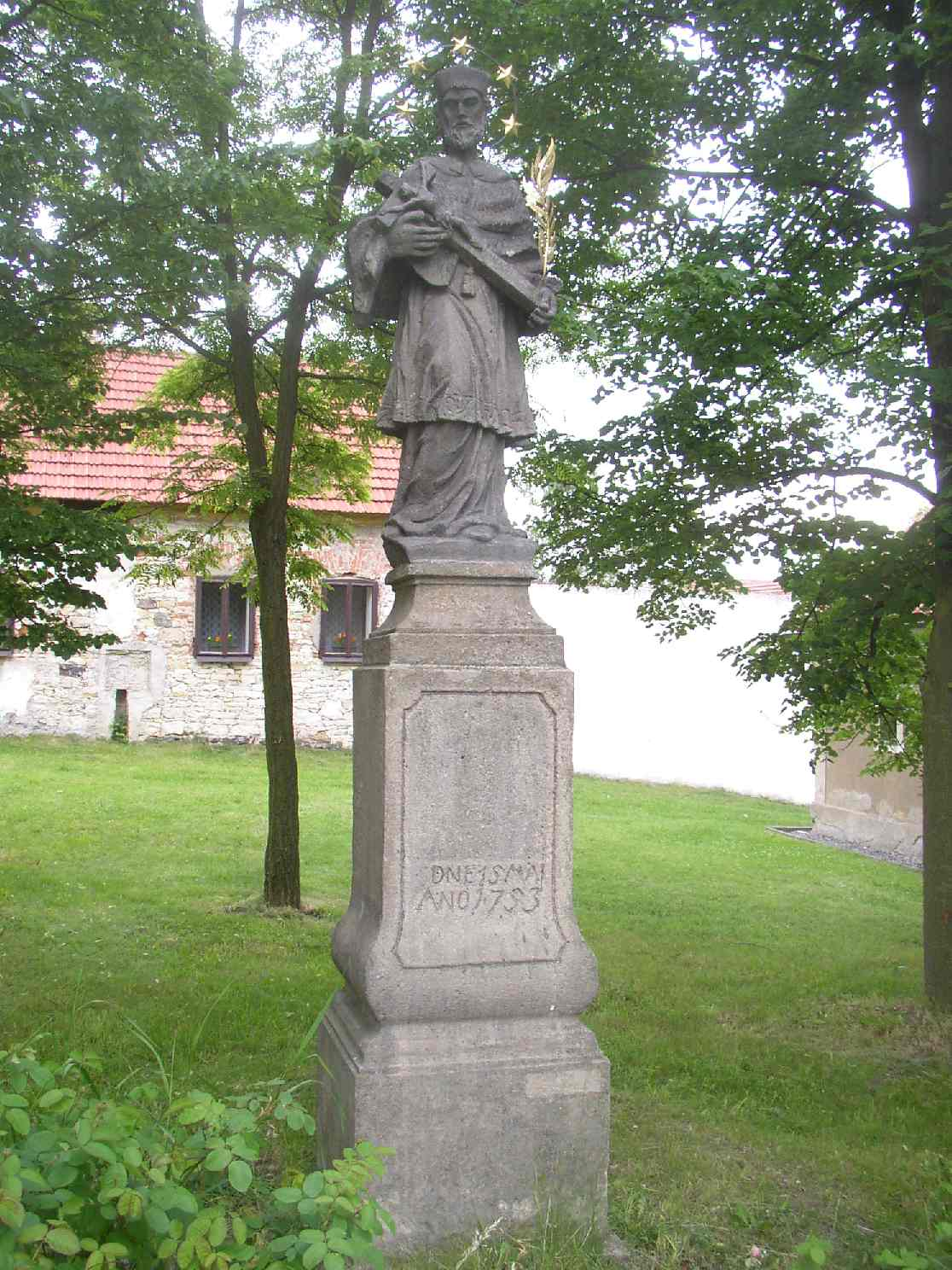
Скульптура св. Яна Непомуцкого в посёлке Велка Добра (Чехия)

## Мученичество
Чешский король Вацлав IV (1378—1419) постоянно конфликтовал с высшим духовенством страны, отстаивал приоритет светской власти и вмешивался во внутрицерковные дела, полагая пражское архиепископство одним из главных своих оппонентов во внутренней политике.
Утром 20 марта 1393 года во время встречи короля Вацлава IV с архиепископом пражским Яном II из Енштейна в Храме Девы Марии под цепью король приказал схватить и заточить в тюрьму бывших в свите архиепископа Яна Непомуцкого, Микулаша Пухника, пробста Вацлава Кноблоха и Непра из Роупова. Вскоре товарищи Яна были отпущены, а сам он умер от мучительных пыток. После этого тело его сбросили в мешке с Карлова моста во Влтаву. Убийство Яна Непомуцкого имело широкий резонанс, оно послужило поводом к свержению Вацлава с германского престола, об отношении к делу Непомуцкого спрашивали на допросах на Констанцском соборе Яна Гуса, который отрицал своё сочувствие королю. Конкретная причина, по которой гнев короля обрушился именно на Яна Непомуцкого, точно не известна. В 1433 году хронисты выдвинули предположение, ничем не доказанное, что Ян отказался раскрыть королю тайну исповеди королевы, духовником которой он был.
По преданию, в том самом месте, где тело святого погрузилось во Влтаву, над водой возникло свечение в виде 5 звезд, с тех пор Непомуцкий изображается с пятью звездами над головой. Место, возле которого Яна сбрасывали через перила, можно увидеть по правую руку на пути по мосту в сторону Мала Страны, это место отмечено вмурованным в перила моста крестом и двумя медными гвоздями неподалёку от креста.

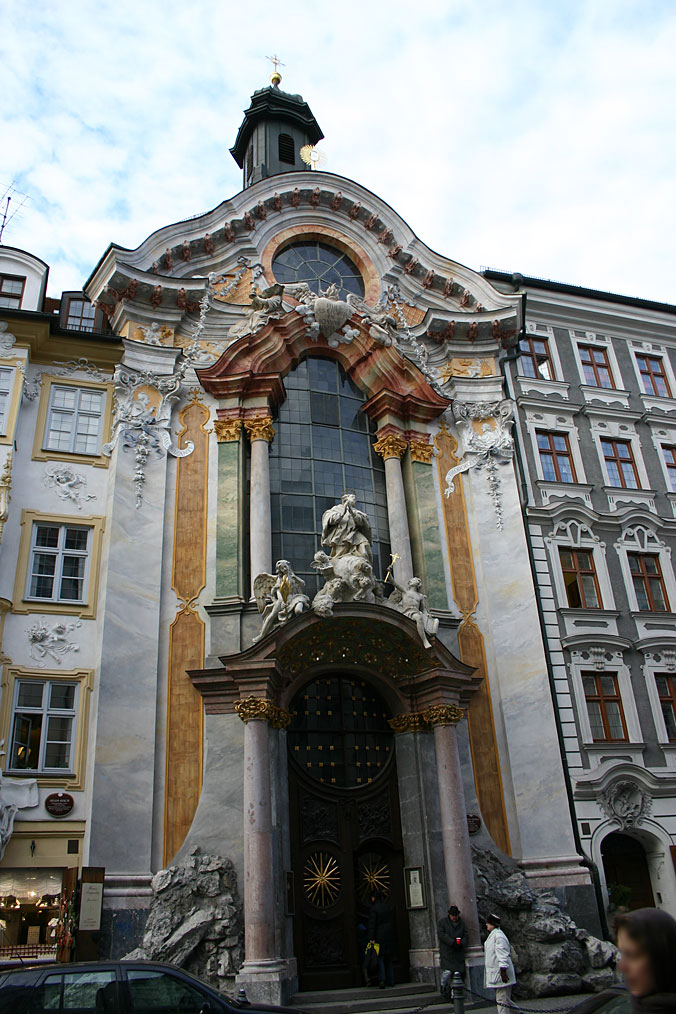
Церковь святого Иоанна Непомука в Мюнхене

## Почитание
Тело Яна было извлечено из Влтавы и впоследствии захоронено в кафедральном соборе Святого Вита в Праге.
Почитание Яна чешскими католиками как святого и мученика началось ещё в XV веке. К лику святых он был причислен в 1729 году. Ян Непомуцкий считается небесным покровителем исповедников, а также покровителем Праги и всей Чехии. Память в Католической церкви — 16 мая.
Паломническая церковь Святого Иоанна Непомуцкого у города Ждяр-над-Сазавоу — объект Всемирного наследия ЮНЕСКО.
Именем св. Яна в Испании был назван 74-пушечный военный корабль San Juan Nepomuceno (год постройки — 1765), героически сражавшийся в Трафальгарской битве против четырёх кораблей противника.
Некоторые протестанты считают, что почитание Непомука появилось в Чехии для вытеснения памяти Гуса, и якобы портреты Гуса были намерено объявлены портретами Непомука. Однако явных доказательств этому нет, а портреты могли быть перепутаны ошибочно.
Непомук фигурирует наряду с другими героями славянской истории (в том числе Гусом) в поэме словацкого поэта Яна Колара «Дочь Славы». Он упоминается в романах Жорж Санд «Консуэло», «Жак» (образок на шее Сильвии), Божены Немцовой «Бабушка». В «Похождениях Бравого солдата Швейка» легенда о святом Яне пародируется.

## Иконография
Самая знаменитая статуя святого была создана в 1683 г. (ещё до официальной канонизации) Я. Брокофом для Карлова моста в Праге. Сейчас подлинник перенесён в Национальный музей в Праге (как и большинство скульптур Карлова моста), а на мосту установлена точная копия.
В XVIII веке создано большое количество иконографических циклов со сценами из жизни святого. Самый известный находится в Латеранской базилике в Риме.
Святой Ян Непомуцкий изображается на иконах с пальмовой ветвью и венцом из звёзд над головой.

## Памятники
В 1896 г. в городе Тернополь Яну (Ивану, Иоанну) Непомуцкому был установлен памятник. Сейчас его реконструировали после акта вандализма и он находится на пустыре возле дороги Тернополь-Львов, около железнодорожного моста. 
После подавления Хохолувского восстания в качестве напоминания об этих событиях в Хохолуве была установлена фигура св. Яна Непомуцкого, поставленная спиной к деревне Чарны-Дунаец, жители которой помогли подавить восстание. Памятник был отреставрирован в 1982 году по инициативе доктора Кшиштофа Хофмана.